# Jeana delicatula
Jeana delicatula — вид метеликів родини тонкопрядів (Hepialidae). Ендемік Австралії. Зустрічається на сході країни у штатах Тасманія та Вікторія
Личинки підземні і, ймовірно, харчуються корінням і стеблами трав.